# Wille Karhumaa
Wille Karhumaa (7 giugno 2000) è un combinatista nordico finlandese.

## Biografia
Originario di Rovaniemi e fratello di Waltteri, a sua volta combinatista nordico, Wille Karhumaa, attivo dal gennaio del 2016, ha vinto la medaglia di bronzo nella gara a squadre ai Mondiali juniores di Râșnov 2016; ha esordito in Coppa del Mondo il 24 novembre 2017 a Kuusamo in un'individuale Gundersen dal trampolino lungo (33º) e ai Campionati mondiali a Oberstdorf 2021, dove si è classificato 36º nel trampolino normale. Ai Mondiali di Trondheim 2025 si è piazzato 24º nel trampolino normale, 26º nel trampolino lungo e 4º nella gara a squadre; non ha preso parte a rassegne olimpiche.

## Palmarès

### Mondiali juniores
- 1 medaglia:
  - 1 bronzo (gara a squadre a Râșnov 2016)

### Coppa del Mondo
- Miglior piazzamento in classifica generale: 44º nel 2024